# Communauté de communes Osartis Marquion
La communauté de communes Osartis Marquion est une communauté de communes française, située dans l’arrondissement d'Arras, département du Pas-de-Calais et région des Hauts-de-France. 
Elle est créée au 1er janvier 2014 et regroupe 49 communes soit 42 651 habitants en 2021, dont quatre bourgs de plus de 2 000 habitants.. 
Elle est localisée dans le sud-est du Pas-de-Calais et limitrophe du département du Nord. 

## Historique
Le  schéma départemental de coopération intercommunale approuvé par le préfet du Pas-de-Calais le 22 décembre 2011 a prévu la fusion « de la communauté de communes de Marquion (17 communes – 11 480 habitants) de la communauté de communes de l'Enclave (3 communes – 1 044 hab.) et de  la communauté de communes Osartis (33 communes – 31 086 hab) » dans le cadre des prescriptions de la réforme des collectivités territoriales françaises (2008-2012), afin d'achever la couverture intégrale du département par des intercommunalités à fiscalité propre, supprimer les enclaves et discontinuités territoriales et rationaliser les périmètres des intercommunalités. 
La communauté de communes de l'Enclave ayant néanmoins fusionné avec la communauté d'agglomération de Cambrai le 1er janvier 2013, l'intercommunalité est  créée par un arrêté préfectoral du 15 mai 2013 qui a pris effet le 1er janvier 2014, et résulte de la  fusion, à cette date, de la communauté de communes Osartis et de celle de Marquion, assurant le regroupement de 50 communes.
Rœux quitte l'intercommunalité pour intégrer la Communauté urbaine d'Arras au 1er janvier 2016, ramenant à 49 le nombre de communes associées.
En 2017, la communauté de communes Osartis-Marquion a pris la compétence tourisme, une nouvelle compétence obligatoire, à la suite de la loi NOTRe du 7 août 2015.

## Territoire communautaire

### Géographie
Territoire à vocation périurbaine situé à l’est du département du Pas-de-Calais et du pays d’Artois, proche des trois pôles urbains qui l’entourent : Douai, Arras et Cambrai et situé au cœur d'un espace économique desservi par les autoroutes (A1, A26) et les routes (Cambrai - Arras, Cambrai - Douai), doté de canaux et, à venir, d'un port intérieur à Corbehem. 
Son territoire est structuré par quatre bourgs dépassant 2 000 habitants et « bénéficie d’un potentiel de développement économique avec le projet d’une plate-forme multimodale liée au canal Seine-Nord-Europe, et avec la reconversion de l’ancienne base aérienne 103 »

### Composition
En 2025, la communauté de communes est composée des 49 communes suivantes :

| Nom                        | Code Insee | Gentilé         | Superficie (km2) | Population (dernière pop. légale) | Densité (hab./km2) |
| -------------------------- | ---------- | --------------- | ---------------- | --------------------------------- | ------------------ |
| Vitry-en-Artois (siège)    | 62865      | Vitryens        | 18,78            | 4 842 (2022)                      | 258                |
| Arleux-en-Gohelle          | 62039      | Arleusiens      | 6,27             | 933 (2022)                        | 149                |
| Baralle                    | 62081      | Barallois       | 7,95             | 435 (2022)                        | 55                 |
| Bellonne                   | 62106      | Bellonnais      | 2,03             | 213 (2022)                        | 105                |
| Biache-Saint-Vaast         | 62128      | Biachois        | 9,29             | 4 519 (2022)                      | 486                |
| Boiry-Notre-Dame           | 62145      | Boirysiens      | 6,11             | 443 (2022)                        | 73                 |
| Bourlon                    | 62164      | Bourlonais      | 12,3             | 1 148 (2022)                      | 93                 |
| Brebières                  | 62173      | Brebiérois      | 10,8             | 5 210 (2022)                      | 482                |
| Buissy                     | 62184      | Bucéens         | 6,87             | 287 (2022)                        | 42                 |
| Cagnicourt                 | 62192      | Cagnicourtois   | 9,42             | 422 (2022)                        | 45                 |
| Corbehem                   | 62240      | Corbehemois     | 2,6              | 2 268 (2022)                      | 872                |
| Dury                       | 62280      | Duriens         | 5,31             | 306 (2022)                        | 58                 |
| Écourt-Saint-Quentin       | 62284      | Écourtois       | 9,49             | 1 692 (2022)                      | 178                |
| Épinoy                     | 62298      | Spinetiens      | 8,08             | 509 (2022)                        | 63                 |
| Étaing                     | 62317      | Étaignois       | 5,1              | 465 (2022)                        | 91                 |
| Éterpigny                  | 62319      | Sterpiniens     | 3,49             | 254 (2022)                        | 73                 |
| Fresnes-lès-Montauban      | 62355      | Fresnois        | 4,95             | 604 (2022)                        | 122                |
| Fresnoy-en-Gohelle         | 62358      | Fresnoysiens    | 2,98             | 234 (2022)                        | 79                 |
| Gouy-sous-Bellonne         | 62383      | Gouysiens       | 5,47             | 1 394 (2022)                      | 255                |
| Graincourt-lès-Havrincourt | 62384      | Graincourtois   | 11,57            | 644 (2022)                        | 56                 |
| Hamblain-les-Prés          | 62405      | Hamblinois      | 4,87             | 458 (2022)                        | 94                 |
| Haucourt                   | 62414      | Haucourtois     | 6,06             | 203 (2022)                        | 33                 |
| Hendecourt-lès-Cagnicourt  | 62424      | Hendecourtois   | 8,86             | 297 (2022)                        | 34                 |
| Inchy-en-Artois            | 62469      | Inciacois       | 11,06            | 576 (2022)                        | 52                 |
| Izel-lès-Équerchin         | 62476      | Izellois        | 9,91             | 1 049 (2022)                      | 106                |
| Lagnicourt-Marcel          | 62484      | Lagnicourtois   | 8,42             | 309 (2022)                        | 37                 |
| Marquion                   | 62559      | Marquionnais    | 8,22             | 1 016 (2022)                      | 124                |
| Neuvireuil                 | 62612      | Neuvireuillois  | 4,34             | 575 (2022)                        | 132                |
| Noyelles-sous-Bellonne     | 62627      | Noyellois       | 4,21             | 848 (2022)                        | 201                |
| Oisy-le-Verger             | 62638      | Ossicatiens     | 11,36            | 1 200 (2022)                      | 106                |
| Oppy                       | 62639      | Oppynois        | 4,84             | 379 (2022)                        | 78                 |
| Palluel                    | 62646      | Palluellois     | 2,77             | 562 (2022)                        | 203                |
| Pelves                     | 62650      | Pelvois         | 6,6              | 777 (2022)                        | 118                |
| Plouvain                   | 62660      | Plouvinois      | 2,41             | 454 (2022)                        | 188                |
| Pronville-en-Artois        | 62671      | Pronvillois     | 6,09             | 308 (2022)                        | 51                 |
| Quéant                     | 62673      | Quéantois       | 9,02             | 635 (2022)                        | 70                 |
| Quiéry-la-Motte            | 62680      | Quiérysiens     | 8,93             | 711 (2022)                        | 80                 |
| Récourt                    | 62697      | Récourtois      | 3,33             | 295 (2022)                        | 89                 |
| Rémy                       | 62703      | Rémynois        | 3,59             | 386 (2022)                        | 108                |
| Riencourt-lès-Cagnicourt   | 62709      | Riencourtois    | 4,73             | 249 (2022)                        | 53                 |
| Rumaucourt                 | 62728      | Rumaucourtois   | 5,51             | 696 (2022)                        | 126                |
| Sailly-en-Ostrevent        | 62734      | Saillysiens     | 7,43             | 667 (2022)                        | 90                 |
| Sains-lès-Marquion         | 62739      | Sainsois        | 6,26             | 318 (2022)                        | 51                 |
| Sauchy-Cauchy              | 62780      | Salciauchissois | 4,08             | 381 (2022)                        | 93                 |
| Sauchy-Lestrée             | 62781      | Salésiens       | 9,06             | 445 (2022)                        | 49                 |
| Saudemont                  | 62782      | Saudemontois    | 5,55             | 421 (2022)                        | 76                 |
| Tortequesne                | 62825      | Tortequesnois   | 3,37             | 884 (2022)                        | 262                |
| Villers-lès-Cagnicourt     | 62858      | Villerois       | 4,4              | 254 (2022)                        | 58                 |
| Vis-en-Artois              | 62864      | Vissois         | 6,42             | 639 (2022)                        | 100                |

### Démographie
| 1968   | 1975   | 1982   | 1990   | 1999   | 2006   | 2011   | 2016   | 2022   |
| ------ | ------ | ------ | ------ | ------ | ------ | ------ | ------ | ------ |
| 35 284 | 37 326 | 37 848 | 39 414 | 39 321 | 40 057 | 41 198 | 41 920 | 42 814 |

### Logement
En 2022, le nombre total de logements dans la communauté de communes était de 18 987, alors qu'il était de 18 264 en 2016 et de 17 352 en 2011
, soit une progression du nombre total de logements de 9,4 % depuis 2011.
Parmi ces 18 987 logements, 92,7 % étaient des résidences principales, (soit 17 596 logements), 1,4 % des résidences secondaires et 5,9 % des logements vacants. Ces logements étaient pour 94,5 % d'entre eux des maisons individuelles et pour 5,1 % des appartements.
Sur les 17 596 résidences principales, 79,1 % sont occupées par des propriétaires, 19,6 % par des locataires et 1,3 % par des personnes logées gratuitement.
Le tableau ci-dessous présente la typologie des logements dans la communauté de communes en 2022 en comparaison avec celle du Pas-de-Calais et de la France entière. Une caractéristique marquante du parc de logements est ainsi la faible proportion des résidences secondaires et logements occasionnels (1,4 %) par rapport au département (6,6 %) et à la France entière (9,7 %) ainsi que d'une proportion de logements vacants (5,9 %) inférieure à celle du département (7,2 %) et de la France entière (8 %).
| Typologie                                               | Communauté de communes | Pas-de-Calais | France entière |
| ------------------------------------------------------- | ---------------------- | ------------- | -------------- |
| Résidences principales (en %)                           | 92,7                   | 86,2          | 82,3           |
| Résidences secondaires et logements occasionnels (en %) | 1,4                    | 6,6           | 9,7            |
| Logements vacants (en %)                                | 5,9                    | 7,2           | 8              |

Le tableau ci-dessous présente le type de combustible principal utilisé dans les résidences principales ainsi que l'évolution des différents types de combustible entre 2011 et 2022.
| Type de combustible principal du logement | Communauté de communes | Communauté de communes | Communauté de communes | Pas-de-Calais 2022 |
| Type de combustible principal du logement | 2011                   | 2022                   | △                      | Pas-de-Calais 2022 |
| ----------------------------------------- | ---------------------- | ---------------------- | ---------------------- | ------------------ |
| Gaz de ville - réseau de chaleur          | 47,7 %                 | 47,3 %                 | -0,4                   | 51,7 %             |
| Fioul (mazout)                            | 19,1 %                 | 11,0 %                 | -8,1                   | 7,4 %              |
| Électricité                               | 21,6 %                 | 24,2 %                 | 2,6                    | 24,4 %             |
| Gaz en bouteilles ou en citerne           | 0,9 %                  | 0,6 %                  | -0,3                   | 1,0 %              |
| Autres (bois, solaire, géothermie, etc.)  | 10,7 %                 | 16,9 %                 | 6,2                    | 15,5 %             |

### Économie

#### Revenus de la population et fiscalité nationale
En 2021, la communauté de communes compte 17 375 ménages fiscaux, regroupant 42 894 personnes.
En 2021, le revenu fiscal médian par ménage, le taux de pauvreté des ménages et la part des ménages fiscaux imposés de la communauté de communes, du département du Pas-de-Calais et de la métropole sont les suivants :
- le revenu fiscal médian par ménage de la communauté de communes est de 22 990 €, supérieur à celui du département du Pas-de-Calais (20 720 €) et inférieur à celui de la France métropolitaine (23 080 €)[Insee 9],[Insee 10],[Insee 11] ;
- le taux de pauvreté des ménages de la communauté de communes est de 10,1 %, inférieur à celui du département du Pas-de-Calais (18,4 %) et inférieur à celui de la métropole (14,9 %)[Insee 12],[Insee 13],[Insee 14] ;
- la part des ménages fiscaux imposés dans la communauté de communes est de 53,4 %, supérieure à celle du département du Pas-de-Calais (44,1 %) et identique à celle de la métropole (53,4 %)[Insee 9],[Insee 10],[Insee 11].

#### Emploi
|                       | 2011   | 2016   | 2022   |
| --------------------- | ------ | ------ | ------ |
| CC Osartis Marquion   | 11,1 % | 11,4 % | 9,0 %  |
| Département           | 11,3 % | 13,7 % | 11,2 % |
| France métropolitaine | 11,6 % | 13,7 % | 11,7 % |

En 2022, la population âgée de 15 à 64 ans s'élève à 26 527 personnes, parmi lesquelles on compte 76,7 % d'actifs (69,9 % ayant un emploi et 6,9 % de chômeurs) et 23,3 % d'inactifs,. En 2022, le taux de chômage (au sens du recensement) des 15-64 ans est inférieur à celui du département et inférieur à celui de la France métropolitaine.
La communauté de communes compte 9 533 emplois en 2022, contre 8 969 en 2016 et 9 575 en 2011. Le nombre d'actifs ayant un emploi résidant dans la communauté de communes est de 18 742, soit un indicateur de concentration d'emploi de 50,9 et un taux d'activité parmi les 15 ans ou plus de 59,2 %.
Sur ces 18 742 actifs de 15 ans ou plus ayant un emploi, 16 229 travaillent dans la communauté de communes, soit 87 % des habitants. Pour se rendre au travail, 88,3 % des habitants de la communauté de communes utilisent une voiture, un camion ou une fourgonnette, 2,9 % les transports en commun, 5,3 % s'y rendent en deux-roues motorisé, à vélo ou à pied et 3,5 % n'ont pas besoin de transport (travail au domicile).

#### Entreprises et commerces

##### Activités hors agriculture
En 2022, 2 334 établissements marchands non agricoles sont économiquement actifsdans la  communauté de communes,,.
| Secteur d'activité                                                                                        | CC Osartis Marquion | CC Osartis Marquion | Département |
| Secteur d'activité                                                                                        | Nombre              | %                   | %           |
| --- | ------------------- | ------------------- | ----------- |
| Ensemble                                                                                                  | 2 334               | 100 %               | (100 %)     |
| Industrie manufacturière, industries extractives et autres                                                | 157                 | 6,7 %               | (5,3 %)     |
| Construction                                                                                              | 295                 | 12,6 %              | (11,7 %)    |
| Commerce de gros et de détail, transports, hébergement et restauration                                    | 575                 | 24,6 %              | (22,5 %)    |
| Information et communication                                                                              | 49                  | 2,1 %               | (3,6 %)     |
| Activités financières et d'assurance                                                                      | 124                 | 5,3 %               | (5,3 %)     |
| Activités immobilières                                                                                    | 129                 | 5,5 %               | (5,7 %)     |
| Activités spécialisées, scientifiques et techniques et activités de services administratifs et de soutien | 352                 | 15,1 %              | (20,2 %)    |
| Administration publique, enseignement, santé humaine et action sociale                                    | 392                 | 16,8 %              | (15,8 %)    |
| Autres activités de services                                                                              | 261                 | 11,2 %              | (9,9 %)     |

La répartition en pourcentage des différents secteurs d'activité de la commune est proche de celle du département.

#### Tourisme

##### Hôtellerie, camping et autres hébergements collectifs
Au 1er janvier 2025, le territoire d'Osartis Marquion comprend trois hôtels pour une capacité totale de 56 chambres, de quatre campings totalisant 395 emplacements et d'aucun autre type d'hébergement collectif,.

## Organisation

### Siège
Le siège de l'intercommunalité est à Vitry-en-Artois, ZA, rue Jean Monnet.

### Élus
La communauté de communes est administrée par son conseil communautaire, composé de 77 conseillers municipaux issus de chacune des communes membre répartis sensiblement en fonction de leur population, soit, pour le mandat 2020-2026 :

- 8 délégués pour Brebières et Vitry-en-Artois ;

- 7 délégués pour Biache-Saint-Vaast ;

- 4 délégués poyur Corbehem ; 

- 3 délégués pour Eucourt-Saint-Quentin ; 

- 2 délégiés pour Bourlon, Gouy-sous-Belhonne, Oisy-le-Verger ;

- 1 délégué ou son suppléant pour les autres communes.
Au terme des élections municipales de 2020 dans le Pas-de-Calais, le conseil communautaire du 17 juillet 2020 a réélu son président initial, Pierre Georget, maire de Vitry-en-Artois, ainsi que les onze vice-présidents, qui forment l'exécutif de l'intercommunalité pour le mandat 2020-2026.
En 2025, ces vice-présidents sont: 
1. M. Dominique Bertout, maire de Corbehem ;
2. Luc Boyer, maire de Bourlon ;
3. Stéphane Tonelle, maire d'Écourt-Saint-Quentin ;
4. Jean-Marcel Dumont, maire de Graincourt-lès-Havrincourt ;
5. Yves Legros, maire de Villers-lez-Cagnicourt ;
6. Hervé Naglik, maire de Biache-Saint-Vaast ;
7. Annie Lemoine, maire de Fresnes-les-Montauban ;
8. Norbert Grobelny, maire d'Arleux-en-Gohelle ;
9. Guy de Saint Aubert, maire de Sains-lès-Marquion ;
10. Marc Campbell, maire de Dury ;
11. Philippe Dubs, maire d'Haucourt.

Le bureau communautaire, qui constitue l'exécutif de l'intercommunalité, est constitué pour la mandature 2020-2026, du président, des 11 vice-présidents ainsi que de 23 conseillers délégués.

### Liste des présidents
| Période      | Période                     | Identité       | Étiquette | Qualité |
| ------------ | --------------------------- | -------------- | --------- | --- |
| janvier 2014 | En cours (au 14 avril 2025) | Pierre Georget | PRG       | Maire de Vitry-en-Artois (1995 → ) Conseiller régional[Quand ?] Président de l'ex-CC Osartis (2000 → 2014) Conseiller départemental de Brebières (2015 → ) Président du pôle métropolitain Artois-Douaisis (2018 → ) Réélu pour le mandat 2020-2026, |

### Compétences
L'intercommunalité exerce les compétences qui lui ont été transférées par les communes membres, dans les conditions déterminées par le code général des collectivités territoriales. En 2018, il s'agit de :
- Développement économique : zones d’activité ;  Politique locale du commerce et soutien aux activités commerciales d’intérêt communautaire ;  Promotion du tourisme, dont la création d’offices de tourisme ;
- Aménagement de l’espace :  schéma de cohérence territoriale (SCoT) et schéma de secteur ; plan local d’urbanisme (PLU), document d’urbanisme en tenant lieu et carte communale ;
- Gestion des milieux aquatiques et prévention des inondations (GEMAPI)
- Aires d’accueil des gens du voyage et terrains familiaux locatifs ;
- Collecte et traitement des déchets des ménages et déchets assimilé ;
- Voirie communautaire ;
- Protection et mise en valeur de l’environnement ;
- Équipements culturels et sportifs, équipements de l’enseignement préélémentaire et élémentaire d’intérêt communautaire ;
- Action sociale d’intérêt communautaire ;
- Assainissement des eaux usées ;
- Maisons de services au public ;
- Prise en charge du contingent incendie
- Intervention en milieu scolaire :  Actions en faveur de l’intégration des enfants handicapés ou en difficulté au sein de la vie scolaire (CLIS : Classes d’Intégration Scolaire, et RASED : Réseau d’Aides Spécialisées aux Élèves en Difficulté) ;
- Aérodrome de Vitry-en-Artois ;
- Technologies de l’Information et de la Communication ;
- Manifestations sportives : soutien à l’organisation de manifestations promotionnelles d’activités sportives, organisation de manifestations sportives à caractère exceptionnel, constitution d’un parc de matériels pour mise à disposition des communes ;
- Manifestations culturelles : soutien à l’organisation de manifestations promotionnelles d’activités culturelles  ;  organisation de manifestations culturelles à caractère exceptionnel ; constitution d’un parc de matériels.

### Fiscalité locale et budget
La communauté de communes est un établissement public de coopération intercommunale à fiscalité propre.
Afin de financer l'exercice de ses compétences, l'intercommunalité perçoit la fiscalité professionnelle unique (FPU) – qui a succédé à la taxe professionnelle unique (TPU) – et assure une péréquation de ressources entre les communes résidentielles et celles dotées de zones d'activité.
Elle ne verse pas de dotation de solidarité communautaire (DSC) à ses communes membres.
nobr|1 
En 2025, elle a perçu une dotation globale de fonctionnement (DGF) s'élevant à 1 809 326 €, soit 41,73 €/habitant.

## Projets et réalisations
En 2019, l'intercommunalité s'est fixé plusieurs objectifs : 
- Le  projet E-Valley, projet de reconversion de l’ancien site de la BA103 en parc logistique, dont les premiers permis de construire ont été signés en vue de la mise en service des premiers bâtiments en 2020. Ils  offriront 550 000 m2 de solutions logistiques, soit 1 300 emplois escomptés.
- Contribuer à la réalisation du canal Seine Nord Europe, dont les travaux devraient débuter en 2019 au sud de Compiègne, par l’élargissement de l’Oise. Les travaux se poursuivront vers le nord et concerneront le Marquionnais vers  2021. La plateforme multimodale de Marquion  permettra la création de 2 430 emplois directs et autant d’emplois indirect.
- Reconversion de la friche de 114 hectares de Stora Enso à Brebières et Corbehem, où un bâtiment logistique de 66 000 m2 construit en 2019 par Goodman sur l’ancien parc à bois devrait générer 200 emplois. A plus long terme, le site devrait accueillir un hypermarché Super U, soit environ 80 emplois.
- Création d'une maison de santé pluridisciplinairecà Baralle, dont les études seront menées en 2019. Le coût global du projet est estimé à 3,2 millions d’euros et le président espère décrocher des subventions de l’ordre de 62 %. Cette maison de santé pourrait rassembler 27 professionnels dont certains se sont déjà constitués en association
- Reconversion de l’aérodrome  par la réalisation d’un hôtel.
- Le décanteur de la Marche Navire, un piège à sédiments destiné à empêcher l’envasement des marais d’Hamel, Lécluse et Tortequesne.

### Environnement
La communauté, avec la population a notamment commencé à décliner localement la trame verte et bleue régionale, cadrée par le Schéma régional de cohérence écologique (SRCE), qui décline régionalement la trame verte et bleue nationale, laquelle décline à l'échelle de la France le réseau écologique paneuropéen qui vise à protéger et restaurer la biodiversité en permettant aux espèces de mieux circuler dans le paysages.